# Kourkène Medzadourian
Kourkène (Georges) Medzadourian (arménien : Գուրգէն Մեծատուրեան) fut le fondateur de l'Association des Scouts Arméniens Hay Ari.

## Biographie
Il arrive en France à l'âge de 16 ans en 1924. Il fait ses études au lycée Henri-IV à Paris puis des études de médecine à la Faculté de médecine de Paris. Il est médecin d'un bataillon d'infanterie pendant la guerre de 1939-1940. Pendant les années d'occupation, il participe activement à la lutte contre le nazisme.
Haï Ari (en français Association des Scouts Arméniens, en anglais Association of Armenian Scouts), fondée en 1928, fut membre de l'Organisation mondiale du mouvement scout de 1929 à 1997. L'association avait son siège à Paris et a compté entre 1 000 et 2 000 membres en France et dans d'autres pays.
Kourkène Medzadourian a été membre actif du Groupement des Écrivains Médecins (GEM) et de l'Union des Médecins Arméniens de France (UMAF).

## L'histoire des Hay Ari
En 1924, Kourkène Medzadourian fonde la 1re troupe arménienne à Paris, avant de lancer d'autres troupes en province. En 1928, sa troupe campe près de Hounslow en Grande-Bretagne. Ce camp est inspecté par le directeur du Bureau international des Boy-Scouts, Hubert Martin, qui est impressionné par la haute tenue du camp et par celle des scouts arméniens. La légende rose des Haï Ari retient la forte impression de Lord Robert Baden-Powell valant l’onction reçue du fondateur du scoutisme devant leur bonne tenue.
Kourkène Medzadourian arrive ainsi à convaincre le Comité international, convoqué le 30 avril 1929, de reconnaître le mouvement Hay Ari en France comme « mouvement national sur un sol étranger ». Les 52 organisations nationales scoutes représentées acceptent l'association Hay Ari et demandent au Bureau international des Boy-scouts de reconnaître et d'enregistrer cette organisation sous le nom d'association des Scouts arméniens. L'association Hay Ari fait donc sa première apparition internationale en 1929 au troisième Jamboree mondial de Birkenhead en Grande-Bretagne.
Le mouvement Hay Ari put ainsi représenter l'Arménie avec son drapeau tricolore (rouge, bleu, orange) alors que son siège se trouvait en France avec plus d'un millier de membres principalement français, mais aussi belges, roumains, égyptiens et argentins. Kourkène Medzadourian et son épouse Catherine seront pendant des dizaines d'années les ambassadeurs infatigables du scoutisme arménien en exil.
En 1978, le docteur Kourkène Medzadourian reçoit le Loup de bronze à Londres, la seule distinction décernée par le Comité mondial du scoutisme pour services exceptionnels rendus au mouvement scout.
Dès la proclamation de la République indépendante d'Arménie en 1991, l'association Hay Ari émet le souhait que le scoutisme soit aussi vite que possible réintroduit sur le sol arménien. Elle a ainsi beaucoup aidé à la création du Mouvement scout national d'Arménie. En 1994, Hayastani Azgayin Scautakan Sharjum Kazmakerputiun (HASK), le « Mouvement scout national d'Arménie », voit le jour. Peu après la mort de Kourkène Medzadourian, HASK remplace, le 18 avril 1997, les Hay Ari comme 144e organisation nationale reconnue par l'Organisation mondiale du mouvement scout.

## Œuvre
- Georges Medzadourian, Les exilés de la paix, Paris, Éditions Entente, coll. « Chroniques », 1975, 208 p. (ISBN 978-2-7266-0003-0, OCLC 1859132)